# Єлисаветинський чоловічий монастир (Кропивницький)

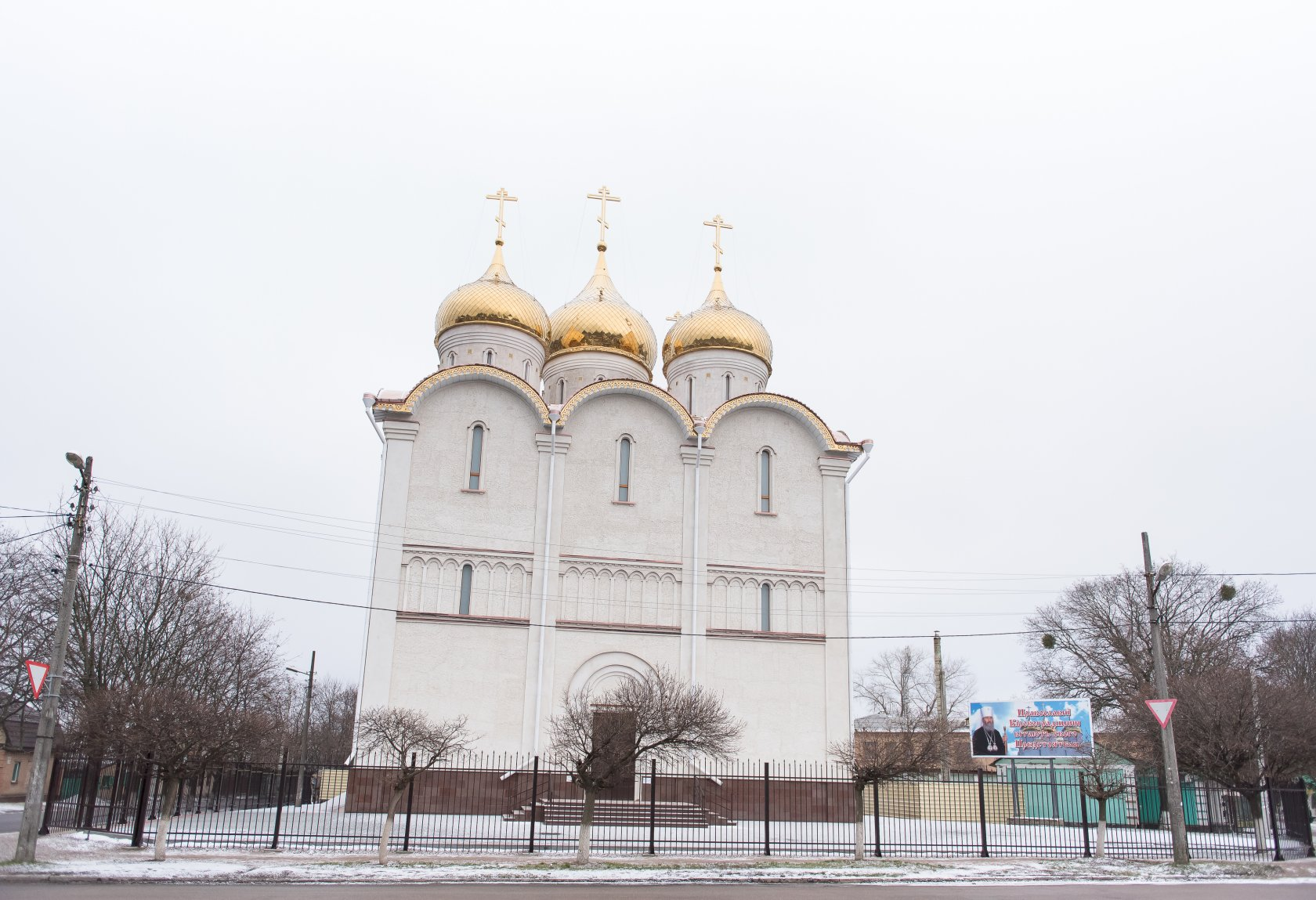
Свято-Вознесенський храм

Свято-Єлисаветинський чоловічий монасти́р УПЦ (МП) — чоловічий православний монастир у Кропивницькому, заснований 24 січня 2007 року рішенням Священного Синоду (виписка із журналу №9 засідань Священного синоду УПЦ (МП))

## Історія
Обитель бере свій початок з осені 2005 року, коли було передано православній общині стіни зруйнованого магазину, що по вулиці Дніпровській, будинок 62, міста Кропивницького. Створювати общину з перспективою організувати на цьому місці монастир єпископським указом було доручено ченцеві - архімандриту Мануїлу (Заднєпряному). У 2010 році розпочалось будівництво Вознесенського храму, який був зведений громадою за рік та введений в експлуатацію у 2011 році. Як і передбачалося з самого початку, цей храм повинен уособлювати простоту і велич. Даний храм зведений в давньоруському стилі. Його висота з центральним хрестом становить 39 метрів. Храм розписаний, а також оснащений іконами та різним церковним начинням.
У Свято-Єлисаветинському чоловічому монастирі функціонують:
- Свято-Вознесенський храм (Кропивницький);
- Соборний храм Благовіщення Пресвятої Богородиці (Кропивницький);
- Храм Святої Праведної Єлисавети (Кропивницький);
- Скит в селі Обознівка;
- просфорня,
- бібліотека,
- швейна майстерня,
- столярний цех,
- поліграфічна майстерня,
- пилорама,
- пекарня,
- трапезна для бідних,
- іконописна школа,
- недільні школи;
- дзвіниця